# Samuel Eboua
Samuel Eboua, né le 8 mars 1928 à Njombé (Njombe-Penja) dans la province du Littoral et mort le 14 novembre 2000 à Douala, est un homme politique et ancien ministre camerounais et président du Mouvement pour la démocratie et le progrès (MDP). Il est l'auteur de plusieurs essais politiques.

## Publications
- Une décennie avec le président Ahidjo : journal,1995
- Ahidjo et la logique du pouvoir, 1995
- D'Ahidjo à Biya : le changement au Cameroun, 1996
- Interrogations sur l'Afrique noire, 1999